# Luc Orient
Luc Orient ist eine von Eddy Paape im realistischen Stil gezeichnete frankobelgische Science-Fiction-Comicserie.

## Inhalt
Luc Orient, dessen Freundin Lora Jordan sowie Professor Hugo Kala sind Mitarbeiter der fiktiven europäischen Wissenschaftsbehörde Eurokristall, wobei Kala die Rolle des genialen Wissenschaftlers, Orient als namensgebende Hauptfigur der Serie eher den klassischen Comichelden und Lora die zurückhaltende Mitarbeiterin einnimmt.
Die Serie erinnert in den ersten fünf Bänden noch etwas an Flash Gordon und Buck Rogers, entwickelt dann jedoch rasch mehr Eigenständigkeit, wenn auch stilistisch die 1930er Sci-Fi-Comicserie Brick Bradford als Anregung gedient hat. Die Abenteuer spielen größtenteils auf der Erde, aber auch häufig auf den fiktiven Planeten Terango und Robak. Neben klassischen Science-Fiction-Themen wie fremden Planeten mit hoch entwickelter Technologie und Gen-Manipulationen sind auch Zeitreisen ein bestimmendes Thema. Orients Antagonisten sind der terangische Diktator Sectan sowie der geniale, aber bösartige irdische Wissenschaftler Doktor Argos.

## Veröffentlichungen
Luc Orient erschien ab 1967 in Fortsetzungen in Tintin. Die Serie war damals eine von vielen, die unter dem damaligen Herausgeber Greg gestartet wurden, um das Magazin einem Facelifting zu unterziehen. Ab 1969 wurden die Geschichten bei Editions du Lombard in Albenform veröffentlicht.
Bis zu Album 13 erschienen regelmäßig ein bis zwei Ausgaben pro Jahr, die späteren Geschichten erschienen unregelmäßig. Nummer 16 wurde von Paape selbst geschrieben, Nummer 17 ist eine Sammlung zuvor veröffentlichter Kurzgeschichten, 1994 erschien mit Nummer 18 die bislang letzte Folge. Es existiert noch ein achtseitiges Fragment einer nach Gregs Tod unvollendet gebliebenen Geschichte mit dem Titel Die Mauer (Le mur).
Sein Deutschland-Debüt gab Luc Orient im Magazin MV-Comix des Ehapa-Verlags, wo unter dem Titel Dr. Nirgendwo lediglich die Kurzgeschichte Les spores de nulle part in Nr. 25/1970 zum Abdruck kam. Anschließend erschien die Serie bei Koralle in Fortsetzungen in Zack und dessen Ablegern (1972–1979), einige Geschichten auch in Albenform (Zack Comic Box). Im Carlsen Verlag und im Bastei-Verlag erschienen dann die Alben 1 bis 13 in chronologischer Reihenfolge. Der Bastei-Verlag stattete die Bände für den Kioskverkauf mit neuen Titeln und Titelbildern eines anderen Zeichners aus. Die Bände 14 bis 17 erschienen beim Norbert Hethke Verlag, die Nummer 18 schließlich bei Salleck bzw. beim Verlag Mosaik Steinchen für Steinchen, bei dem auch das Fragment im Rahmen eines Zack-Sonderheftes veröffentlicht wurde.
Bei den Veröffentlichungen im Bastei- und Hethke-Verlag wurde Lora in Yvonne umbenannt.
Von 2011 bis 2012 erschien eine Gesamtausgabe im Rahmen der Ehapa Comic-Collection mit 5 Bänden.
Seit 2019 erfolgt eine Neuauflage der Einzelalben im All Verlag in neuer Koloration und Übersetzung. Das Lettering ist dem französischen Original des Zeichners nachempfunden.

## Alben
| Nr. | Titel                                                  | Andere Titel                                              |
| --- | ------------------------------------------------------ | --------------------------------------------------------- |
| 1   | Die Feuerdrachen (1967)                                | Im Tal der verbotenen Steine                              |
| 2   | Die gefrorenen Sonnen (1967)                           | Die Außerirdischen                                        |
| 3   | Der Herrscher von Terango (1968)                       | Im Zentrum der fremden Macht Der Tyrann von Terango       |
| 4   | Der Planet der Angst (1968/69)                         | Korrans Rache                                             |
| 5   | Der stählerne Wald (1969)                              | Die Killer-Automaten                                      |
| 6   | Phantome des Lichts (1970)                             | Todesstrahlen aus dem Kosmos Das Geheimnis der 7 Sonnen   |
| 7   | Der Krater des Verderbens (1971)                       | Endstation Wahnsinn                                       |
| 8   | Im Bann der teuflischen Strahlen (1971/72)             | Hilfe für das Super-Baby Die Legion der verfluchten Engel |
| 9   | Die letzten 24 Stunden der Erde (1972/73)              | Attacke der Mikroben-Beißer 24 Stunden für die Erde       |
| 10  | In den Fängen der Ameisenmenschen (1973/74)            | Der siebte Kontinent Der 6. Kontinent                     |
| 11  | Sprung in die Vergangenheit (1974)                     | Invasion der Ungeheuer Im Tal des tosenden Wassers        |
| 12  | Das Kristalltor (1975/76)                              | Die Arche der Darz                                        |
| 13  | Der Amboss des Blitzes (1977)                          | Planet der letzten Hoffnung                               |
| 14  | Das Ufer des Schreckens (1980)                         |                                                           |
| 15  | Robak, letzte Hoffnung (1983)                          |                                                           |
| 16  | Caragal (1984)                                         |                                                           |
| 17  | Die Sporen aus dem Nichts (1990); vier Kurzgeschichten |                                                           |
| 18  | Reise in die Hölle (1994)                              |                                                           |